# Nonde
Nonde ist ein Verwaltungsbezirk (Ward) des Distrikts Mbeya (CC) in der tansanischen Region Mbeya. Er grenzt im Westen an den Bezirk Itende, im Norden an Nsoho, im Osten an Majengo, im Süden an den Bezirk Itiji.

## Geografie
Nonde ist ein kleiner Bezirk nordwestlich des Zentrums der Regionshauptstadt Mbeya. Die Fläche des Bezirks beträgt 1 Quadratkilometer und bei der Volkszählung 2022 lebten hier 2690 Menschen in 811 Haushalten.

## Gliederung
Der Bezirk besteht aus vier Stadtteilen (Mtaa):
- Mbwile A
- Mbwile B
- Mwalingo
- Nonde

## Wirtschaft und Infrastruktur
- Bildung: Die Legico Secondary School ist eine staatliche weiterführende Tagesschule, die Jugendliche bis zur 4. Stufe ausbildet.[6]